# Edmund von Borck
Edmund Konstantin Wilhelm von Borck (* 22. Februar 1906 in Breslau; † 16. Februar 1944 bei Nettuno, Italien) war ein deutscher Komponist und Dirigent.

## Leben
Edmund von Borck entstammt einer 1796 geadelten Großpächter- und Gutsbesitzerfamilie. Sein Vater Eduard von Borck (1864–1938) war Rittmeister beim Leib-Kürassier-Regiment „Großer Kurfürst“ (Schlesisches) Nr. 1, über seine Mutter Erika, geb. von Lübbecke (1880–1945), war er mit Johann Friedrich Reichardt verwandt.
Borck war in den Jahren 1920 bis 1926 Klavierschüler von Bronisław von Poźniak und erhielt Kompositionsunterricht bei Ernst Kirsch. Nach seinem Abitur begann er in Breslau ein Musikwissenschaftsstudium, welches er 1928 in Berlin fortsetzte. Aber schon bald darauf wechselte er zu einem Dirigierstudium und absolvierte unter der Leitung von Julius Prüwer die Kapellmeisterklasse der Berliner Musikhochschule.
1930 wurde er Kapellmeister an der Frankfurter Oper und war als Gastdirigent u. a. bei den Berliner Philharmonikern, beim Concertgebouw-Orchester in Amsterdam und dem Orchestra dell’Accademia Nazionale di Santa Cecilia in Rom tätig. 1931 ging er zurück nach Berlin, zog sich weitgehend vom Dirigieren zurück und widmete sich seinem kompositorischen Schaffen. 1932 erschienen seine ersten Werke im Druck. 1933 gelang ihm mit der Uraufführung der Fünf Orchesterstücke op. 8 beim Weltmusiktag der Internationalen Gesellschaft für Neue Musik in Amsterdam der entscheidende Durchbruch und er wurde als einer der hoffnungsvollsten Komponisten seiner Generation in Europa angesehen. Ab 1936 erschienen seine Werke bei der Universal Edition in Wien.
Borck wurde 1940 zum Heeresdienst einberufen, er fiel im Zuge der alliierten Invasion während der Operation Shingle bei Nettuno. Sein Grab befindet sich auf dem Deutschen Soldatenfriedhof in Pomezia.

## Werke (Auswahl)

### Chorwerke
- op. 9 Ländliche Kantate für Frauen-, Männer-, Knabenstimmen und Streichorchester nach Texten von Richard Billinger

### Kammermusik
- op. 7 Sonate für Violine und Klavier
- op. 11/1 Introduktion und Capriccio für Violine und Klavier (1934)
- op. 11/2 Präludium für Violine
- op. 12 Allegro ditirambico für Klavier (1934)
- op. 13 Altlieder (1937)
- op. 15a Sextett für Flöte und Streichquintett (1936)
- op. 19 Kleine Suite für Flöte
- op. 23 Drei Lieder für eine Altstimme, Bratsche und Klavier nach Gedichten von Rainer Maria Rilke

### Opern
- op. 18 Napoleon, Oper in 3 Akten, frei nach Ch. D. Grabbes Drama (1940–42), (Uraufführung 19. September 1942 am Theater Gera)

### Orchesterwerke
- op. 6 Konzert für Altsaxophon und Orchester (1932), (Uraufführung 1932 beim Musikfest Hannover durch Saxophonist Sigurd Rascher, Dirigent Rudolf Krasselt)
- op. 8 Fünf Orchesterstücke (1933)
- op. 10 Präludium und Fuge für Orchester (1934)
- op. 14 Konzert für Orchester (1935), (Uraufführung 4. Februar 1936 im Kurzwellensender Berlin)
- op. 15b Concertino für Flöte und Streich-Orchester (1936)
- op. 16 Thema, vier Variationen und Finale (1936), (Uraufführung 21. April 1936 beim Dresdner Musikfest durch die Dresdner Philharmonie, Dirigent Paul van Kempen)
- op. 17 Zwei Fantasiestücke (1940), (Uraufführung 1940 an der Hamburger Staatsoper, Dirigent Eugen Jochum)
- op. 20 Konzert für Klavier und Orchester (1941), (Uraufführung Mai 1941 in Berlin mit Conrad Hansen als Solist)
- op. 21 Orphika (1942), (Uraufführung 21. November 1948 durch das Rundfunk-Sinfonieorchester Leipzig)